# Papež Janez XVIII.
Papež Janez XVIII. ((latinsko Papa Joannes Duodevicesimus)  rojen kot Giovanni Fasano, je bil italijaski kardinal in papež, * 10. stoletje, Rim (Papeška država, Sveto rimsko cesarstvo), † 18. julij 1009, Rim (Papeška država, Sveto rimsko cesarstvo; danes: Italija) 

Papež je bil od 25. decembra 1003 do svoje odpovedi junija 1009.

## Življenjepis

### Izvor in vzpon
Rodil se je kot Janez Fazan (latinsko Johannes Phasanus ali Fasanus; italijansko Giovanni Fasano) v Rimu kot sin rimskega duhovnika, ki se je imenoval ali Leo , ali Ursus (Orso) - kar je bolj sprejeto -  in njegove žene Štefanije (Stefania). 
Nekatera besedila natančneje določajo njegovo rojstno četrt; to naj bi bilo področje blizu Porta Matronia nedaleč od Laterana.  

Vstopil je k benediktincem. Leta 1000 ga je Silvester II. imenoval za kardinala-duhovnika pri Sv. Petru. 

Poročilo pa, da je bil sin duhovnika in da je bil kardinal pri sv. Petru, izhaja šele iz kronik 12. stoletja, in ga zato zgodovinarji jemljejo s pridržkom. 

## Papež

### Neugodne razmere
Po smrti cesarja Otona III. so si praktično prilastili vso oblast v Rimu, v obdobju med 1003-1012, Krescenciji, ki so toliko vplivali na papeške volitve, da so v prvi polovici 11. stoletja povzdignili na sedež apostola Petra po vrsti može iz svojega sorodstva: prilastili so si tako posvetno kot duhovno oblast. Razmere je poslabšalo še dejstvo, da so med seboj tekmovali in se prepirali člani iste rodbine, ki je razpadla v dve veji; tista stranka, ki je imela več denarja, je bolje uspevala na neizmerno škodo Cerkve in večnega mesta. 

Med celim svojim papeževanjem je imel menda nad njim oblast Giovanni Crescentius III., poglavar družine, ki je zavladala nad Rimom.  

To obdobje so pretresali stalni spori med svetorimskim cesarjem Henrikom II. in Arduinom , ki se je razglasil za italijanskega kralja 1002, po smrti svetorimskega cesarja Otona III. Rim je nadlegovala tako kuga kot tudi muslimanski Saraceni, ki so neovirano ropali po Tirenskem morju in njegovih obalah 

### Delovanje
Rimljana Janeza so torej na papeški prestol povzdignili Krescenciji 25. decembra 1003 pod imenom Janez XVIII. in je torej zadržal svoje krstno ime tudi kot papež. Posvečen in umeščen je bil januarja 1004. 
 
Sklenil je dobre odnose s Henrikom II. , novim nemškim kraljem. 
Takoj po svoji izvolitvi, v prvih mesecih 1004, je poslal na primer v Nemčijo svojega legata, škofa in knjižničarja Leona. Le-ta je nosil s seboj palij za nadškofa v Magdeburgu Tagina  in nekatere privilegije za škofijo Merseburg. Marca istega leta je sprejel papež v Rimu kraljevo odposlanstvo, ki je potrdilo, da je bila misija uspešna. 
Papeško avtoriteto je kot goreč dušni pastir skušal uveljaviti z nekaterimi razsodbami v posameznih krajevnih Cerkvah. Leta 1004 je tako potrdil škofijo Merseburg, 1007 je dovolil ustanoviti novo škofijo Bamberg na Bavarskem kot novo izhodišče za misijonsko delovanje med Slovani.  

Papež je hotel, da bi Henrik med svojim bivanjem v Paviji obiskal tudi Rim, da bi ga kronal za svetorimskega cesarja, vendar je to preprečil rimski patricij Krescencij. 

Képes Krónika in Túróczi Krónika omenjata, da je ogrski kralj sv. Štefan osebno romal v Rim; neapeljski poslanec Ranzano v zvezi s tem omenja, da je Štefan bil takrat star 33 let; to pada torej v leto 1007, ko je vladal Janez XVIII. 

### Zaščitnik samostanskih pravic
Papež Janez se je goreče zavzel za razvoj meniškega življenja na Francoskem. Podelil je izvzetost (eksempnost) samostanu Sv. Viktorja v Marseju; samostan v Villeneuve-lès-Avignon je postavil pod neposredno apostolsko varstvo; podelil je predpravice skupnostma v St-Florent-lès-Saumur in Psalmodi.
Deloval je odločno zlasti, ko je bilo treba zaščititi samostane pred samovoljo škofov. Škofa Leterika iz Sensa, Fulka iz Orleansa in nekateri drugi so zahtevali, naj se opat Goslin v Fleuryju odpove svoje pravice do izvzetosti ter zažge tozadevno bulo Gregorja V.. Ko je papež Janez za to zvedel, je pozval škofa v Rim pod kaznijo izobčenja. Opomnil je francoskega kralja Roberta II., da je pripravljen razglasiti interdikt nad celotnim Francoskim kraljestvom v primeru, če se ne bosta pojavila.   

### Papež Janez XVIII. in Slovenci
10. aprila 1004 je Henrik II.  brixenskemu škofu poklonil svojo posest na Bledu; blejsko gospostvo je 22. maja 1011 povečal sam, 16. januarja 1040 pa še Henrik III.. Henrik II. je povečal tudi loško gospostvo freisinških škofov: 24. novembra 1002 mu je dodal Stražišče in ozemlje med Lipnico, Savo in Soro. 

### Dela
- »Documenta Catholica Omnia« (v latinščini). Pridobljeno 6. decembra 2011.
- Janez je deloval kot mirovni posrednik v nemški, britanski in grški Cerkvi. Uspelo mu je doseči spravo z Vzhodno Cerkvijo v toliki stopnji, da je carigrajski patriarh Sergej zopet sprejel papeževo ime v diptih – in se ga spominjal pri maši. Njegov epitaf poroča, da si je podredil Grke in odpravil razkol.[8] Spodbujal je oznanjevanje krščanstva v Rusiji in med drugimi Slovani. [4]
- 1004 je kanoniziral pet kamaldolenskih misijonarjev: Izaka, Mateja, Kristjana, Benedikta in Janeza, ki so novembra 1003 pretrpeli mučeništvo na Poljskem. [19] [16] [20]

## Smrt in spomin
Junija 1009 se je – verjetno pod Krescencijevi pritiskom – odpovedal papeštvu in vstopil v benediktinski samostan pri Sv. Pavlu v Rimu. 

Tam je tudi umrl 18. julija 1009. 

### Pokop in napis
Pokopali so ga ali pri sv. Pavlu zunaj obzidja, ali pa v Lateranu, a od njegovega groba ni ostala nikakršna sled. Naslov nagrobnika pa je baje ohranjen v samostanskem muzeju in se glasi: ”DOMS JOHS XVIII PAPA”  (Gospod Janez XVIII, papež). 

### Zakaj je Janez XVIII. odstopil?
Najpomembnejša oseba, ki je vplivala na izvolitev Janeza XVIII., je bil bogati patricius Giovanni Crescenzi. Med svojim papeževanjem je papež Janez napravil dve stvari, ki sta spravili patricija iz tira:
1. Vzdrževal je dobre zveze s kraljem Henrikom II. do te stopnje, da ga je hotel maziliti za cesarja. Patricij je bil zelo sovražen do Otonijancev in je praktično prisilil papeža, da je kronanje odpovedal.
2. Še zdaleč ni bil tako sovražen do Bizantincev, kot je bilo pričakovati. On je celo prispeval k popuščanju napetosti, ki je vladala med Rimom in Carigradom. S tem je dokončno razdražil patricija, kar je imelo za posledico, da je moral odstopiti in se zapreti v samostan.
3. Zgodovinarji pa še zdaj na veliko razpravljajo o tem in splošno mnenje se zdi, da danes prevladuje: da ni bilo niti odstopa od papeštva niti vstopa v samostan. [22]